# Bornholms eko
Bornholms eko är en svensk/dansk/norsk film från 2000.

## Handling
Lars-Erik är fiskare på Bornholm. Hans hem är utrustat med allt det senaste tekniska. En dag kommer en marinbiolog och meddelar att man måste införa stränga fiskekvoter. Lars-Eriks värld rasar samman.

## Om filmen
Filmen, som är tillåten från 15 år, hade premiär den 14 juli 2000 och har även visats på SVT.

## Rollista
- Henrik Lykkegaard - Lars-Erik
- Sofie Stougaard - Sonja
- Michèle Bjørn-Andersen - Karen
- Isidor Torkar - Charles/Francisco
- Thomas Bo Larsen - Ib
- Helle Dolleris - Bibi
- Preben Harris - Ernst
- Jesper Asholt - Finn Ole
- Martin Buch - Flade
- Søren Hauch-Fausbøll - Flemse
- Anna Norberg - Else
- Ulla Gottlieb - Evelyn
- Kjeld Nørgaard - Gustav
- Grete Nordrå - Inge Line
- Eske Thorlund - lille Oluf
- Stig Kofod - store Oluf
- Carl Press - Poul, havsbiolog
- Therese Damsholdt - sjuksköterskan

## Utmärkelse
- 2000 - Bodilpriset - Bästa manliga huvudroll, Henrik Lykkegaard